# Ester Martin Bergsmark
Ester Martin Bergsmark, född 29 december 1982 i Vantörs församling i Stockholm, är en svensk regissör.

## Biografi
Bergsmark växte upp i Högdalen och är utbildad på dokumentärfilmslinjen på Biskops-Arnö samt på Konstfack. Bergsmark är numera bosatt i Berlin.
Tillsammans med Mark Hammarberg regisserade Bergsmark dokumentärfilmen Maggie vaknar på balkongen (2008) som belönades med Guldbagge för  bästa dokumentär 2008. Duon har även gjort den genreöverskridande kortfilmen Svälj (2007). 
I samarbete med författaren Eli Levén har Bergsmark även gjort filmen Pojktanten som hade premiär på Göteborgs filmfestival februari 2012. Filmen nominerades till Bästa dokumentär vid Guldbaggegalan 2013. Pojktanten kretsar kring könsuttryck och identitetsproblematik. Bergsmark själv har genomgått en könsutredning, men är klar över att hen inte vill leva som kvinna men ser sig som transperson. När Bergsmark ville lägga till namnet Ester till sitt uppväxtnamn var det inte möjligt eftersom förnamn på den tiden var villkorade som manliga, kvinnliga eller könlösa (som Kim). 2009 ändrades dock reglerna och Bergsmark kunde genomföra ändringen.
Tillsammans gjorde Bergsmark och Levén även dramafilmen Nånting måste gå sönder. Filmen är baserad på Levéns bok Du är rötterna som sover vid mina fötter och håller jorden på plats (2010) och hade premiär 2013. Vid Guldbaggegalan 2015 nominerades Bergsmark och Levén i kategorin Bästa manuskript.

## Filmografi
- 2007 – Svälj
- 2008 – Maggie vaknar på balkongen
- 2012 – Pojktanten
- 2014 – Nånting måste gå sönder

## Priser och utmärkelser
- Tempo Documentary Award 2008 - Hedersomnämnande
- CPH:DOX Award 2008 - Hedersomnämnande[5]
- Guldbagge för bästa dokumentär för Maggie vaknar på balkongen (tillsammans med Beatrice "Maggie" Andersson och Mark Hammarberg)
- Göteborg International Film Festival - Kodak Nordic Vision Award för bästa foto (tillsammans med fotografen Minka Jakerson), Bästa nordiska film - publikens val, Hedersomnämnande[6]
- 2014 - Kurt Linders stipendium[7]
- 2014 - Mai Zetterling-stipendiet[8]